# 佐々木徹 (国文学者)
佐々木 徹（ささき とおる、1940年(昭和15年)9月4日 - ）は、日本近代文学研究者、茨城キリスト教大学名誉教授。
立教大学文学部日本文学科卒。同大学院修士課程修了。鹿児島の大学をへて、シオン短期大学教授、茨城キリスト教大学教授、2011年定年、名誉教授。佐々木冬流の筆名を用いた。

## 著書
- 『島崎藤村』清水書院センチュリーブックス 人と作品、1966
- 『正宗白鳥』清水書院センチュリーブックス 人と作品、1967
- 『徳田秋声』佐々木冬流、清水書院 Century books 人と作品、1981[1]
- 『伊藤整研究 新心理主義文学の顛末』佐々木冬流、双文社出版、1995

## 参考
- 『徳田秋声』福田清人の序文
- 『現代日本人名録』2002年

## 註
1. ↑  名義は「福田清人共編」になっているが佐々木の単著。